# Моррилтон
Моррилтон (англ. Morrilton) — город, расположенный в округе Конуэй (штат Арканзас, США) с населением в 6550 человек по статистическим данным переписи 2000 года.
Является административным центром округа Конуэй.

## География
По данным Бюро переписи населения США Моррилтон имеет общую площадь в 22,01 квадратных километров, из которых 21,24 кв. километров занимает земля и 0,78 кв. километров — вода. Площадь водных ресурсов округа составляет 3,54 % от всей его площади.
Город Моррилтон расположен на высоте 117 метров над уровнем моря.

## Демография
По данным переписи населения 2000 года в Моррилтоне проживало 6550 человек, 1724 семьи, насчитывалось 2645 домашних хозяйств и 2947 жилых домов. Средняя плотность населения составляла около 296,4 человек на один квадратный километр. Расовый состав Моррилтона по данным переписи распределился следующим образом: 78,38 % белых, 17,47 % — чёрных или афроамериканцев, 0,79 % — коренных американцев, 0,34 % — азиатов, 0,02 % — выходцев с тихоокеанских островов, 1,63 % — представителей смешанных рас, 1,37 % — других народностей. Испаноговорящие составили 3,37 % от всех жителей города.
Из 2645 домашних хозяйств в 30,1 % — воспитывали детей в возрасте до 18 лет, 46,2 % представляли собой совместно проживающие супружеские пары, в 15,8 % семей женщины проживали без мужей, 34,8 % не имели семей. 32,2 % от общего числа семей на момент переписи жили самостоятельно, при этом 16,3 % составили одинокие пожилые люди в возрасте 65 лет и старше. Средний размер домашнего хозяйства составил 2,35 человек, а средний размер семьи — 2,94 человек.
Население города по возрастному диапазону по данным переписи 2000 года распределилось следующим образом: 25,4 % — жители младше 18 лет, 8,7 % — между 18 и 24 годами, 26,0 % — от 25 до 44 лет, 20,2 % — от 45 до 64 лет и 19,7 % — в возрасте 65 лет и старше. Средний возраст жителей составил 38 лет. На каждые 100 женщин в Моррилтоне приходилось 84,1 мужчин, при этом на каждые сто женщин 18 лет и старше приходилось 79,5 мужчин также старше 18 лет.
Средний доход на одно домашнее хозяйство в городе составил 28 007 долларов США, а средний доход на одну семью — 36 432 доллара. При этом мужчины имели средний доход в 30 123 доллара США в год против 19 213 долларов среднегодового дохода у женщин. Доход на душу населения в городе составил 16 957 долларов в год. 13,4 % от всего числа семей в населённом пункте и 17,1 % от всей численности населения находилось на момент переписи населения за чертой бедности, при этом 21,6 % из них были моложе 18 лет и 12,8 % — в возрасте 65 лет и старше.